# Аднагулово
Аднагу́лово (баш. Аҙнағол) — село в Туймазинском районе Республики Башкортостан Российской Федерации. Входит в состав Татар-Улкановского сельсовета.

## География

### Географическое положение
Расстояние до:
- районного центра (Туймазы): 16 км,
- центра сельсовета (Татар-Улканово): 4 км,
- ближайшей ж/д станции (Туймазы): 16 км.

## История
Деревня возникла на основании предоставленных ясашным татарам царских грамот от 21 февраля 1626 и 7 октября 1676 гг.
Основанием для владения землей ясашными татарами служило договорное письмо от 4 октября 1753 г., оформленное с кыр-еланцами.
Впервые в учетных документах упоминается в третьей ревизии 1762 года, в которых указано как поселение "Аднагуловой", все жители которого указаны ясашными татарами (стр. 75, "Татары Уфимского уезда (материалы переписей населения 1722–1782 гг.)": справочное издание. 2 изд., испр. и доп. / Отв. ред. Р.Р. Исхаков. – Казань: Институт истории им. Ш. Марджани АН РТ, 2021). После Пугачёвского бунта ясашных татар переводят в сословия тептярей и служилых башкирцев.
Жители в 1873 г. писали в своем прошении о том, что «250 лет тому назад предок наш Аднагул... основал деревню Аднагулову, которая носит то наименование по имени первого поселенца оной. С тех давних лет его потомки 250 лет с лишним бесспорно пользовались как усадьбою, так и землею, прилегающею к д. Аднагуловой без всякого спора».
Здесь наблюдаем удивительное совпадение утверждения жителей и царской грамоты о времени основания их поселения: 1623 и 1626 гг. с разницей лишь в 3 года. Перепись 1920 г. ошибочно показала этническую принадлежность жителей. Как видно по таблице, Аднагулово — поселение тептярей и татар. Сословие служилых башкирцев, «вышедшие по царскому Манифесту из заграницы в 1815 г. и причисленные в д. Аднагуловой», составляли крайне незначительную часть населения. Перечислим их имена по переписи 1816 г.: Мухаметшарип Ермяков (сыновья Габидулла, Абдулла), Исмаил Абзелилов (сыновья Хусаин, Хасан), Юсуп Мухамадияров (сын Юнус), Абдулгафар Сайфуллин (сын Хабибулла), Минибай Батыршин (сын Муса).
Сохранились интересные сведения о расслоении крестьянства. В 1915 г. в д. Аднагулово из 302 дворов беспосевных было 5,6 %, маломощных с посевом от 4 до 10 десятин — 32,4 %, зажиточных крестьян и кулаков с посевом свыше 10 десятин — 12,3 %. Из 1540 десятин посева 40,9 % принадлежали 12,3 % хозяйств высшей группы, то есть в среднем по 17 десятин на одно хозяйство, тогда как 49,7 % маломощных хозяйств имели всего 20,5 % посева, или 2,1 десятины на один двор. Из 302 хозяйств насчитывалось 8,3 % лишенных всех видов скота, бескоровных — 17,5 %, безлошадных — 28,4 %. В то же время 7,3 % дворов высшей группы имели 25 % коров и 4,8 % дворов —19 % лошадей.
По словам сельчан, аднагуловцы основали новое поселение под названием Субханкулово. Бывший его житель, ныне уфимец Хабибулла Муллазалялович Муллазалялов, 1909 года рождения, подполковник в отставке, на основании записей по истории родного села, составленных его отцом, утверждает, что первопоселенцем был его далекий предок Субханкул Мансуров. Вместе с ним открываем дело о материалах V ревизии 1795 г., где и находим этого Субханкула Мансурова, которому исполнилось 56 лет, то есть он был 1739 года рождения. Жил в этой же деревне и другой Субханкул по фамилии Масягутов, 1758 г.
Считать одного из них основателем одноимённого поселения невозможно по причине того, что эта деревня была известна ещё в XVII в. Затем по договорам от 14 декабря 1748 г. и 1 февраля 1780 г. кыр-еланцами сюда были приняты новые группы тептярей. Значит, был и третий Субханкул (то есть первый по возрасту), живший ещё в XVII столетии.
Исторически, Аднагулово было значимым в округе населенным пунктом, здесь проходил старинный Казанский тракт, связывавщий Уфу с Казанью. Тракт шел со стороны деревни Япрыково и уходил в направлении деревни Аднагулово. Позднее к нему примкнул тракт, идущий из Оренбурга: Раевский-Белебей-Туймазы-Бугульма, а в 1912 году рядом с поселением открыта железная дорога Мелекесс (ныне г. Димитровград) - Чишмы (соединяет современные города Ульяновск и Уфа). Ежегодно здесь проводились осенние ярмарки, каждую пятницу устраивался джума-базар. В 1923 г. в рамках административно-территориальной реформы Верхне-Бишиндинская, Тюменяковская, Нижне-Заитовская волости были присоединены к Аднагуловской волости с центром в  пристанционном селении Туймаза, а уже в 1930 года путем объединения Аднагуловской, Верхнетроицкой и Чукадытамакской волостей образуется Туймазинский район, первым председателем которого был назначен выходец из Аднагулова Хасан Хабибуллин (1903 года рождения). .
Здесь родились доктор сельскохозяйственных наук, профессор, разработчик вакцины от сибирской язвы Харисов Шаймурат Харисович, заместитель министра промышленности БАССР Харисов Нугуман Харисович  и другие известные личности. 
Согласно источнику "Алфавитные списки армяно-григорианских церквей и магометанских мечетей в Империи"  (за номером 97 на стр. 88-89) по состоянию на 1886 год в селе Аднагуловъ Белебеевского уезда фиксируются 2 мечети при численности жителей 671 чел. По данным Сарычева К.А. в дореволюционный период в Аднагулово были три мечети и медресе.  В альбоме фотографий «Командировки по заданию правительства» А.И. Ирикова, размещенном в государственном каталоге Музейного фонда РФ, имеется фотоизображение одной из исторических мечетей Аднагулово, предположительно выполненное в 1930-е годы. 
В 1922 году в Аднагулово открылись трехлетняя трудовая школа и библиотека, в 1926 году из Аднагулово школа переводится в Туймазы, из которой уже в 1927-1928 учебном году образуют школу крестьянской молодежи (ШКМ).  В 1922-1929 гг. в Аднагуловской школе преподавал  Самигуллин Имам Фархутдинович, в будущем Заслуженный учитель школы РСФСР. В Аднагулово свое детство (с 1929 г. жил и воспитывался у своей тети Галеевой Н.М.) провел будущий доктор технических наук, профессор Чуров Е.П.

## Население
| 2002 | 2009 | 2010 |
| ---- | ---- | ---- |
| 240  | ↗263 | ↘258 |

Национальный состав
Согласно переписи 2002 года, преобладающие национальности — башкиры (65 %), татары (31 %).